# Sabri Kiçmari
Sabri Kiçmari (ur. 14 września 1967 w Lladofcu) – jugosłowiański i kosowski dziennikarz oraz dyplomata, ambasador Republiki Kosowa w Austrii (2009–2013), Japonii (od 2022), akredytowany także na Wyspach Marshalla (od 2022) i na Tuvalu (od 2023).

## Życiorys
Ukończył szkołę podstawową w Podujevie oraz średnią w Prisztinie. W 1997 roku ukończył studia na Uniwersytecie Ruhry w Bochum, następnie odbył studia magisterskie oraz doktorskie na Uniwersytecie Fryderyka Wilhelma w Bonn, kończąc je w latach odpowiednio 2001 i 2007.
Od 1989 roku przebywał w Republice Federalnej Niemiec, gdzie przez 10 lat był korespondentem czasopisma Zëri i Kosovës, a w latach 2001–2005 pracował jako analityk mediów w Instytucie Mediów w Bonn. Wrócił następnie do Kosowa, gdzie był prorektorem Kolegium Uniwersyteckiego Victory w Prisztinie oraz wykładowcą na Uniwersytecie w Prisztinie.
14 października 2009 objął funkcję ambasadora Republiki Kosowa w Austrii, piastował ją do 2013 roku. 
W styczniu 2022 roku został ambasadorem Kosowa w Japonii.

## Życie prywatne
Żonaty, ojciec dwóch dzieci.